# Świelino

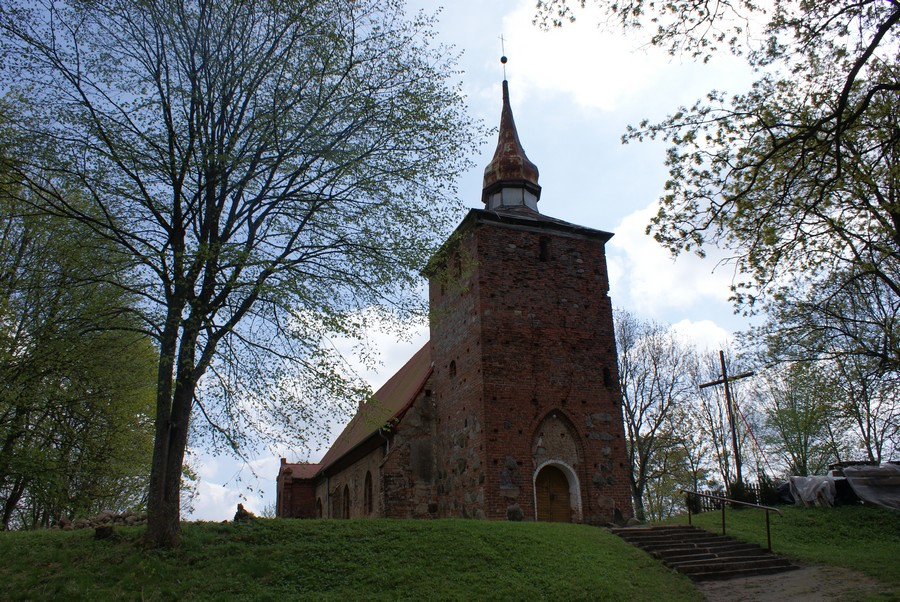
Die bis 1945 evangelisch-lutherische, heute katholische Kirche von Schwellin/Świelino

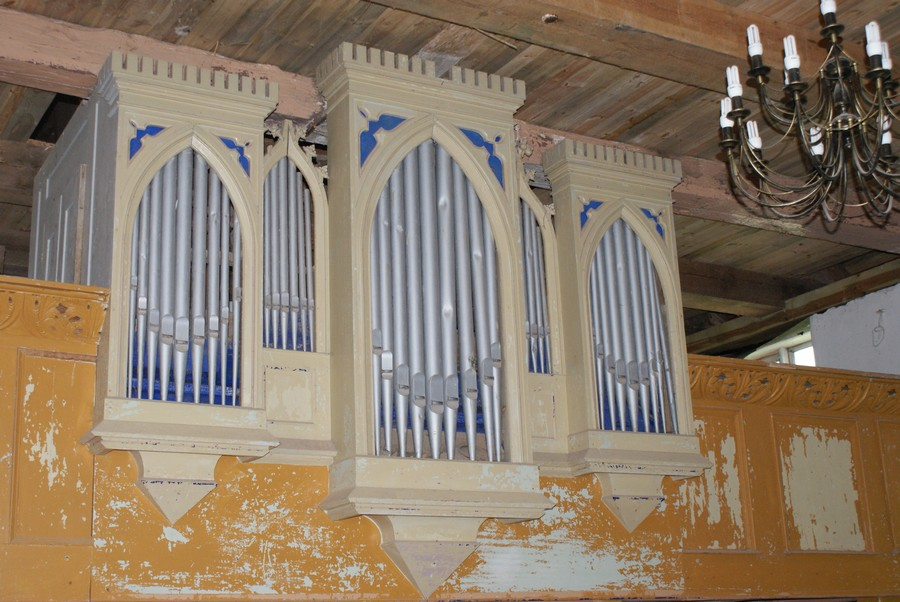
Orgen in der Kirche von Schwellin/Świelino

Świelino (deutsch Schwellin) ist ein Dorf bei Koszalin (Köslin) in der Woiwodschaft Westpommern im Nordwesten Polens.

## Geographische Lage
Świelino liegt in Hinterpommern, etwa 16 Kilometer westlich der Kleinstadt Bobolice (Bublitz) und 24 Kilometer südöstlich der regionalen Metropole Koszalin. Von Świelino aus bestehen Bahnverbindungen  nach Koszalin, Bobolice und Białogard.

## Geschichte
Świelino, ein Kirchdorf,  war ursprünglich ein altes Lehen der Familie von Kleist.  Am 2. Oktober 1612 besuchte dort der Kartograph Eilhard Lubinus  den Gutsbesitzer Reinhold von Kleist. Im September 1766 wurde das Rittergut  von dem preußischen Generalleutnant Friedrich Wilhelm Lölhöffel von Löwensprung  aufgekauft. Um 1784 gehörten zu Schwellin neben dem Gutsbetrieb der Ortsteil Rosenberg, auch Vorwerk Brille genannt, die Ziegelei Kalkofen oder Kalkberg, sechs Bauern, eine Schmiede, ein Wirtshaus, ein Prediger und ein Küster. Insgesamt bestanden 23 Feuerstellen (Haushalte). Um 1867 bestanden in Schwellin 24 Wohnhäuser und 30 Wirtschaftsgebäude. Später wurden das Rittergut  Wojenthin und die Wojenthiner Mühle, die zuvor zum Landkreis Belgard gehört hatten, eingemeindet.
Gegen Ende des Zweiten Weltkriegs wurde Schwellin im Frühjahr 1945 von der Roten Armee besetzt und anschließend zusammen mit ganz Hinterpommern unter polnische Verwaltung gestellt. Das Dorf wurde nun umbenannt und erhielt den polnischen Namen Świelino. Danach wurde die einheimische deutsche Bevölkerung von zugewanderten Polen aus ihrem Ort vertrieben. 
Heute gehört der Ort zur Gmina Bobolice (Stadt- und Landgemeinde Bublitz), in der er ein eigenes Schulzenamt bildet.

### Entwicklung der Einwohnerzahl
- 1905: 336[10]
- 2008: 320[11]

## Kirchspiel
Das evangelisch-lutherische Kirchspiel von Schwellin gehörte zur Bublitzer Synode.

### Pfarrer
- Leistikow, seit ca. 1816,[13] † 18. Februar 1839 im Alter von 74 Jahren.[14]
- C. G. F. Lehmann, um 1854.[15]

## Söhne und Töchter des Ortes
- Reimar von Kleist (1710–1782), preußischer Offizier, zuletzt Generalmajor